# Archery
Archery est un album triple de John Zorn paru à l'origine en vinyle sur le label Parachute en 1981, puis sur le label Tzadik, dans le coffret Parachute Years en 1997, et enfin en 2001 en album. Cet album appartient à la catégorie des game pieces. Il propose la pièce du même nom, joué par un orchestre un peu plus important que sur les autres titres de la série, avec des répétitions en bonus (premier cd).

## Titres
|        | Rehearsal |       |
| 1-01.  | Part 1    | 32:10 |
| 1-02.  | Part 2    | 16:11 |
| 1-03.  | Part 3    | 28:32 |
|        | Archery   |       |
| 2-01.  | A1-D2     | 20:35 |
| 2-02.  | D3-G1     | 20:07 |
| 3-01.  | G2-L4     | 23:53 |
| 3-02.  | L5-O14    | 23:29 |
| 164:57 |           |       |

## Personnel
- Polly Bradfield - violon
- Eugene Chadbourne - guitares, dobro
- Anthony Coleman - claviers
- Tom Cora - violoncelle
- Robert Dick - flute, flute basse, piccolo, appeaux
- Wayne Horvitz - claviers, harmonica, bandes, électronique
- Bill Horvitz - guitare électrique
- Kramer - claviers
- Bill Laswell - basse électrique
- George Lewis - trombone
- David Moss - batterie, voix, eau, hammered dulcimer, cymbales, cithare, etc.
- Mark Smith - prompter
- John Zorn - saxophones alto et soprano, clarinettes, appeaux